# Yorima sequoiae
Yorima sequoiae is een spinnensoort uit de familie van de waterspinnen (Cybaeidae).
De wetenschappelijke naam van de soort werd in 1937 als Chorizomma sequoiae gepubliceerd door Ralph Vary Chamberlin en Wilton Ivie.